# Élections fédérales canadiennes de 2011 en Alberta
Les élections fédérales canadiennes de 2011 en Alberta ont vu, comme en 2008, le Parti conservateur remporter tous les sièges de la province sauf Edmonton—Strathcona remporté par le NPD.

## Résultats provinciaux
| Parti | Parti        | Parti  |     |
| ----- | ------------ | ------ | --- |
|       | Conservateur | Sièges | 27  |
| Voix  | Conservateur | 66,8   |     |
|       | NPD          | Sièges | 1   |
| Voix  | NPD          | 16,8   |     |
|       | Libéral      | Sièges | 0   |
| Voix  | Libéral      | 9,3    |     |
|       | Vert         | Sièges | 0   |
| Voix  | Vert         | 5,3    |     |
|       | Indépendants | Voix   | 1,3 |
| Total | Total        | Total  | 28  |

## Résultats par circonscription

### Alberta rurale
| Circonscription         | Candidats                    | Candidats              | Candidats | Candidats                  | Candidats | Candidats                     | Candidats | Candidats                    | Candidats | Candidats                    |  | Député sortant  |
| Circonscription         |                              | Conservateur           |           | Libéral                    |           | NPD                           |           | Vert                         |           | Autre                        |  | Député sortant  |
| ----------------------- | ---------------------------- | ---------------------- | --------- | -------------------------- | --------- | ----------------------------- | --------- | ---------------------------- | --------- | ---------------------------- |  | --------------- |
| Crowfoot                |                              | Kevin Sorenson 44 114  |           | Omar Harb 1 224            |           | Ellen Parker 4 805            |           | Konrad Schellenberg 1 711    |           | John C. Turner (Ind.) 499    |  | Kevin Sorenson  |
| Crowfoot                | Gerard Groenendijk (PHC) 204 | Kevin Sorenson 44 114  |           | Omar Harb 1 224            |           | Ellen Parker 4 805            |           | Konrad Schellenberg 1 711    |           |                              |  | Kevin Sorenson  |
| Fort McMurray—Athabasca |                              | Brian Jean 22 546      |           | Karen Young 3 230          |           | Berend Wilting 4 101          |           | Jule Asterisk 1 394          |           |                              |  | Brian Jean      |
| Lethbridge              |                              | Jim Hillyer 27 179     |           | Michael Cormican 3 992     |           | Mark Sandilands 13 097        |           | Cailin Bartlett 2 195        |           | Geoffrey Capp (PHC) 1 716    |  | Rick Casson†    |
| Macleod                 |                              | Ted Menzies 40 008     |           | Nicole Hankel 1 898        |           | Janine Giles 5 334            |           | Attila Nagy 2 394            |           | Brad Carrigan (PC) 1 754     |  | Ted Menzies     |
| Macleod                 | Marc Slingerland (PHC) 252   | Ted Menzies 40 008     |           | Nicole Hankel 1 898        |           | Janine Giles 5 334            |           | Attila Nagy 2 394            |           |                              |  | Ted Menzies     |
| Medicine Hat            |                              | LaVar Payne 30 720     |           | Norm Boucher 4 420         |           | Dennis Perrier 5 616          |           | Graham Murray 1 859          |           | Frans VandStroet (PHC) 320   |  | LaVar Payne     |
| Peace River             |                              | Chris Warkentin 36 374 |           | Corina Ganton 1 481        |           | Jennifer Villeburn 7 740      |           | Wayne John Kamieniecki 1 699 |           | Russ Toews (Ind.) 360        |  | Chris Warkentin |
| Peace River             | Donovan Eckstrom (Rhino) 350 | Chris Warkentin 36 374 |           | Corina Ganton 1 481        |           | Jennifer Villeburn 7 740      |           | Wayne John Kamieniecki 1 699 |           |                              |  | Chris Warkentin |
| Red Deer                |                              | Earl Dreeshen 38 106   |           | Andrew Lineker 2 015       |           | Stuart Somerville 7 478       |           | Mason Connor Sisson 2 610    |           |                              |  | Earl Dreeshen   |
| Vegreville—Wainwright   |                              | Leon Benoit 39 155     |           | Ron Williams 1 592         |           | Ray A Stone 5 561             |           | William Munsey 2 498         |           | Matthew Sokalski (PHC) 327   |  | Leon Benoit     |
| Westlock—St. Paul       |                              | Brian Storseth 32 597  |           | Rob Fox 2 559              |           | Lyndsey Ellen Henderson 5 096 |           | Lisa Grant 1 623             |           |                              |  | Brian Storseth  |
| Wetaskiwin              |                              | Blaine Calkins 37 725  |           | Christopher Anderson 1 346 |           | Tim Robson 5 267              |           | Robert Johnston 1 976        |           |                              |  | Blaine Calkins  |
| Wild Rose               |                              | Blake Richards 43 488  |           | John Douglas Reilly 3 909  |           | Jeff Horvath 6 603            |           | Mike MacDonald 4 081         |           | Randy Vanden Broek (PHC) 181 |  | Blake Richards  |
| Yellowhead              |                              | Rob Merrifield 31 780  |           | Zack Siezmagraff 1 180     |           | Mark Wells 5 383              |           | Monika Schaefer 2 123        |           | Jacob Strydhorst (PHC) 402   |  | Rob Merrifield  |
| Yellowhead              | Melissa Brade (PAC) 371      | Rob Merrifield 31 780  |           | Zack Siezmagraff 1 180     |           | Mark Wells 5 383              |           | Monika Schaefer 2 123        |           |                              |  | Rob Merrifield  |

### Edmonton et environs
| Circonscription               | Candidats                   | Candidats              | Candidats | Candidats              | Candidats | Candidats                     | Candidats | Candidats                | Candidats | Candidats                     |  | Député sortant  |
| Circonscription               |                             | Conservateur           |           | Libéral                |           | NPD                           |           | Vert                     |           | Autre                         |  | Député sortant  |
| ----------------------------- | --------------------------- | ---------------------- | --------- | ---------------------- | --------- | ----------------------------- | --------- | ------------------------ | --------- | ----------------------------- |  | --------------- |
| Edmonton-Centre               |                             | Laurie Hawn 23 552     |           | Mary MacDonald 10 969  |           | Lewis Cardinal 12 634         |           | David James Parker 1 637 |           | Mikkel Paulson (Pirate) 292   |  | Laurie Hawn     |
| Edmonton-Centre               | Peggy Morton (M-L) 85       | Laurie Hawn 23 552     |           | Mary MacDonald 10 969  |           | Lewis Cardinal 12 634         |           | David James Parker 1 637 |           |                               |  | Laurie Hawn     |
| Edmonton-Est                  |                             | Peter Goldring 24 085  |           | Shafik Ruda 3 132      |           | Ray Martin 17 099             |           | Trey Capnerhurst 1 341   |           |                               |  | Peter Goldring  |
| Edmonton—Leduc                |                             | James Rajotte 37 832   |           | Richard Fahlman 7 260  |           | Artem Medvedev 11 478         |           | Valerie Kennedy 2 896    |           |                               |  | James Rajotte   |
| Edmonton—Mill Woods— Beaumont |                             | Mike Lake 27 857       |           | Mike Butler 5 066      |           | Nadine Bailey 10 875          |           | Christa Baxter 1 364     |           | Brent Schaffrick (Pirate) 374 |  | Mike Lake       |
| Edmonton—Mill Woods— Beaumont | Naomi Rankin (Comm.) 100    | Mike Lake 27 857       |           | Mike Butler 5 066      |           | Nadine Bailey 10 875          |           | Christa Baxter 1 364     |           |                               |  | Mike Lake       |
| Edmonton—St. Albert           |                             | Brent Rathgeber 34 468 |           | Kevin Taron 5 796      |           | Brian LaBelle 11 644          |           | Peter Johnston 2 409     |           |                               |  | Brent Rathgeber |
| Edmonton—Sherwood Park        |                             | Tim Uppal 24 623       |           | Rick Szostak 4 131     |           | Mike Scott 7 971              |           | Chris Vallee 1 926       |           | James Ford (Ind.) 16 283      |  | Tim Uppal       |
| Edmonton—Sherwood Park        | Paul St. Laurent (WBP) 222  | Tim Uppal 24 623       |           | Rick Szostak 4 131     |           | Mike Scott 7 971              |           | Chris Vallee 1 926       |           |                               |  | Tim Uppal       |
| Edmonton—Spruce Grove         |                             | Rona Ambrose 41 775    |           | Chris Austin 5 484     |           | Catherine Chaulk-Stokes 9 272 |           | Joshua Lund 2 241        |           |                               |  | Rona Ambrose    |
| Edmonton—Strathcona           |                             | Ryan Hastman 19 762    |           | Matthew Sinclair 1 371 |           | Linda Duncan 26 093           |           | Andrew Fehr 1 119        |           | Kyle Murphy (Ind.) 206        |  | Linda Duncan    |
| Edmonton—Strathcona           | Kevan Hunter (M-L) 91       | Ryan Hastman 19 762    |           | Matthew Sinclair 1 371 |           | Linda Duncan 26 093           |           | Andrew Fehr 1 119        |           |                               |  | Linda Duncan    |
| Edmonton—Strathcona           | Christopher White (Ind.) 87 | Ryan Hastman 19 762    |           | Matthew Sinclair 1 371 |           | Linda Duncan 26 093           |           | Andrew Fehr 1 119        |           |                               |  | Linda Duncan    |

### Calgary
| Circonscription     | Candidats            | Candidats              | Candidats | Candidats                | Candidats | Candidats                     | Candidats | Candidats                    | Candidats | Candidats                    |  | Député sortant |
| Circonscription     |                      | Conservateur           |           | Libéral                  |           | NPD                           |           | Vert                         |           | Autre                        |  | Député sortant |
| ------------------- | -------------------- | ---------------------- | --------- | ------------------------ | --------- | ----------------------------- | --------- | ---------------------------- | --------- | ---------------------------- |  | -------------- |
| Calgary-Centre      |                      | Lee Richardson 28 401  |           | Jennifer Pollock 8 631   |           | Donna Marlis Montgomery 7 314 |           | William Hamilton 4 889       |           |                              |  | Lee Richardson |
| Calgary-Centre-Nord |                      | Michelle Rempel 28 443 |           | Stephen Randall 7 144    |           | Paul Vargis 8 030             |           | Heather MacIntosh 6 558      |           | Peggy Askin (M-L) 209        |  | Vacant         |
| Calgary-Est         |                      | Deepak Obhrai 23 372   |           | Josipa Petrunic 4 102    |           | Al Brown 4 894                |           | Scott W. Milton 2 047        |           | Jason Devine (Comm.) 246     |  | Deepak Obhrai  |
| Calgary-Nord-Est    |                      | Devinder Shory 23 556  |           | Cam Stewart 11 466       |           | Colette Singh 4 252           |           | Sheila Brown-Eckersley 1 949 |           | Daniel Blanchard (M-L) 204   |  | Devinder Shory |
| Calgary—Nose Hill   |                      | Diane Ablonczy 40 392  |           | Margaret McLeod 6 502    |           | Collin Anderson 7 167         |           | Tony Hajj 3 479              |           |                              |  | Diane Ablonczy |
| Calgary-Sud-Est     |                      | Jason Kenney 48 206    |           | Brian MacPhee 4 020      |           | Kirk Oates 6 493              |           | Brett Spencer 4 079          |           | Antoni Grochowski (Ind.) 224 |  | Jason Kenney   |
| Calgary-Sud-Est     | Paul Fromm (WBP) 190 | Jason Kenney 48 206    |           | Brian MacPhee 4 020      |           | Kirk Oates 6 493              |           | Brett Spencer 4 079          |           |                              |  | Jason Kenney   |
| Calgary-Sud-Ouest   |                      | Stephen Harper 42 998  |           | Marlene Lamontagne 4 121 |           | Holly Heffernan 6 823         |           | Kelly Christie 2 991         |           | Larry R. Heather (Ind.) 303  |  | Stephen Harper |
| Calgary-Ouest       |                      | Robert Anders 39 996   |           | Janice Kinch 11 374      |           | Shawna Knowles 6 679          |           | Anna Lisa Wagner 6 070       |           | André Vachon (M-L) 227       |  | Robert Anders  |